# کریم‌دولتی
کریم دولتی روستایی در ایران است که در دهستان ملاثانی واقع شده‌است. کریم دولتی ۴۰ نفر جمعیت دارد.
- تاریخچه روستای گبری اهواز
  - منطقه "گبری" در ساحل شرقی رودخانه کارون و در بیست کیلومتری شمال اهواز و در  حد فاصل شهرهای ویس و ملاثانی قرار دارد، این منطقه شامل روستای تلبومه -روستای حاج کریم دولتی و محل فعلی نیروگاه رامین بوده ،گبری یکی از قدیمی ترین روستاهای اهواز است که در آن آثار تاریخی از دوره های هخامنشی، ساسانی  و اسلامی وجود دارد

ساکنان این روستا تا ابتدای دوره ی قاجار از اقلیت مذهبی زردشتی و مسلمان و طوایف ترک قشقایی ،بختیاری، قنواتی بودند. 
در محل فعلی قلعه حاج تقی دولتی یک بارانداز جهت پهلوگیری کشتی های تجاری مسیر اهواز - شوشتر وجود داشت که بعدهابا راه اندازی خط اهواز درخزینه این روستا اهمیت بیشتری پیدا کرد.
پس از سیل ویرانگری که در دوره ی قاجار روی داد و بسیاری از روستاهای جنوب خوزستان را تخریب کرد ساکنان زردشتی روستای گبری به اهواز منتقل شدند. 
شخصی به نام فاطمه دولتی همسر حاج تقی معمار که از تجار شوشتری الاصل بود اراضی روستای مذکور را از ورثه زردشتیان خریداری کرد وبا بازسازی قلعه آن واحداث تاسیسات آبی جدید موجب رونق دوباره آن شد حاج تقی معمار بعدها تلمبه خانه بزرگی ایجاد کرد ویکی از اولین تلمبه های آب را با حجم بر روی رودخانه کار گذاشت.
و رعایای زیادی از اعراب شادگان و اهالی شوشتر و ترک قشقایی بر روی این اراضی مشغول کرد. فرزندان حاج تقی بعدها موسسات پیشرفته کشاورزی ایجاد کردند. 
در دهه پنجاه در بخشی از اراضی این روستا نیروگاه رامین احداث گردید و تعدادی از اتباع کشورهای خارجی در آن مستقر شدند.در سالهای ۱۳۴۱-۱۳۴۳ و جریانات اصلاحات اراضی ، زمین های کشاورزی این روستا به زارعین منتقل گردید. اما قسمتهایی از آن همچنان در مالکیت فرزندان حاج تقی قرار دارد که در آن موسسات کشاورزی اداره می شود. مهمترین بنای تاریخی روستا قلعه حاج کریم دولتی است که در محل بارانداز قدیمی قراردارد.
روستای گبری هم اکنون به نام روستای حاج کریم دولتی هم شناخته می شود.